# Shaanxi
Shaanxi (fil), även känt som Shensi, är en provins i nordvästra Kina. Provinsen har en yta på 205 800 km² och totalt 37 327 378 invånare (2010). Provinshuvudstad är Xi'an.

## Namn
Provinsens namn uttalas på kinesiska Shǎnxī, men ofta används stavningen Shaanxi eller Shensi för att undvika förväxling med grannprovinsen Shānxī. Provinsen namn betyder "väster om Shǎn", där Shǎn (陕) syftade på häradet Shan som låg i Henan-provinsen intill gränsen till Shaanxi.
Provinsen kallas också Qín (秦), vilket syftar på Qindynastin.

## Geografi
Mongoliets högslätt sträcker sig in i och utfyller största delen av norra Shaanxi, medan söder om Weihes dalgång Qinlingshans bergskedja sträcker sig mot öster, på sydsidan begränsad av Hanfloden. Bergskedjorna Hebashan och Dabashan bildar gräns mot Sichuan. Klimatet är torrt och kontinental. Området söder om Qinlingshan får dock något rikligare nederbörd. Norra delen av Shaanxi fram till Qinlingshan täcks av lössavlagringar, vilka utgör utmärkt åkerjord. De viktigaste jordbruksprodukterna är vete, majs, korn, bomull och frukt.

## Historia
Shaanxi har varit Kinas centralprovins under flera dynastier, bland annat Qindynastin, då Xianyang var Kinas huvudstad. Även Xi'an har varit huvudstad för flera dynastier.
I den norra delen av provinsen ligger staden Yan'an dit Kinas kommunistiska parti skapade ett basområde 1935 efter Den långa marschen. Staden kom att bli den kinesiska kommunistiska rörelsens centrum fram till mars 1947.

## Administration
Shaanxi består av den subprovinsiella staden Xi'an och av nio städer på prefekturnivå:
| Karta                       | Nr        | Namn                 | Centralort           | Kinesiska Pinyin | Befolkning (2010) |
| --------------------------- | --------- | -------------------- | -------------------- | ---------------- | ----------------- |
|                             |           |                      |                      |                  |                   |
| — Subprovinsiell stad —     |           |                      |                      |                  |                   |
| 1                           | Xi'an     | Weiyang-distriktet   | 西安市 Xī'ān shì     | 8 467 837        |                   |
| — Städer på prefekturnivå — |           |                      |                      |                  |                   |
| 2                           | Ankang    | Hanbin-distriktet    | 安康市 Ānkāng shì    | 2 629 906        |                   |
| 3                           | Baoji     | Weibin-distriktet    | 宝鸡市 Bǎojī shì     | 3 716 731        |                   |
| 4                           | Hanzhong  | Hantai-distriktet    | 汉中市 Hànzhōng shì  | 3 416 196        |                   |
| 5                           | Shangluo  | Shangzhou-distriktet | 商洛市 Shāngluò shì  | 2 341 742        |                   |
| 6                           | Tongchuan | Yaozhou-distriktet   | 铜川市 Tóngchuān shì | 834 437          |                   |
| 7                           | Weinan    | Linwei-distriktet    | 渭南市 Wèinán shì    | 5 286 077        |                   |
| 8                           | Xianyang  | Qindu-distriktet     | 咸阳市 Xiányáng shì  | 4 894 834        |                   |
| 9                           | Yan'an    | Baota-distriktet     | 延安市 Yán'ān shì    | 2 187 009        |                   |
| 10                          | Yulin     | Yuyang-distriktet    | 榆林市 Yúlín shì     | 3 351 437        |                   |

## Politik
Den politiska makten i Shaanxi utövas officiellt av provinsens folkregering, som leds av den regionala folkkongressen och guvernören i provinsen. Dessutom finns det en regional politiskt rådgivande konferens, som motsvarar Kinesiska folkets politiskt rådgivande konferens och främst har ceremoniella funktioner. Provinsens guvernör sedan 2022 är Zhao Gang.
I praktiken utövar dock den regionala avdelningen av Kinas kommunistiska parti den avgörande makten i Shaanxi och partisekreteraren i regionen har högre rang i partihierarkin än guvernören. Sedan 2022 heter partisekreteraren Zhao Yide